# Las Aparicio
Las Aparicio é uma telenovela mexicana produzida pela Argos Comunicación, para Telemundo, exibida pela Cadena 3 de 19 de abril a 15 de outubro de 2010, em 120 capítulos, substituindo Mental e antecedendo El sexo débil.

## Enredo
Na Cidade do México vive uma família composta apenas por mulheres, pois todos os homens morrem de repente.
A família Aparicio é composta por seis mulheres: Rafaela, a matriarca que teve três maridos, todos mortos. Alma, a filha mais velha de Rafaela, viúva de um homem cuja memória é representada como miragem a ela e à sua mãe.
Mercedes, uma advogada que procura a justiça e a igualdade em todas as áreas. Julia, uma jovem adulta que tem dúvidas sobre as sua orientação sexual.
Ileana, filha de Alma, que é contra tudo o que faz a sua mãe, e a filha de Mercedes, Isadora, que só quer saber por que existem apenas as mulheres na família.

## Elenco
- Gabriela de la Garza como Alma Aparicio.[1]
- Ximena Rubio como Mercedes Aparicio.[2]
- Liz Gallardo como Julia Aparicio.
- María del Carmen Farías como Rafaela Aparicio.
- Plutarco Haza como Leonardo Villegas.[3]
- Eduardo Victoria como Claudio.
- Marco Treviño como Máximo de la Croix.[4]
- Erik Hayser como Alejandro López Cano.[5]
- Lourdes Villarreal como Aurelia.
- Eréndira Ibarra como Mariana.
- Aurora Gil como Mara.[6]
- Silvia Carusillo como Isabel
- Manuel Balbi como Mauro.
- Paulina Gaitán como Iliana.
- Eva Sophía Hernández como Isadora.
- Alexandra de la Mora como Karla.
- Tania Angeles como Dany.
- Nestor Rodolfo como Tomas.
- Mario Pérez de Alba como Armando.
- Román Walter como Jorge.
- Johanna Murillo como Viviana.
- Damián Alcázar como Hernán.[7]
- Raúl Méndez como Manuel.
- Marianela Cataño como Lucia.
- Oscar Olivares como Miguel.
- Gabriel Chauvet  como Rockero mutante 1.
- Diego López como Rockero mutante 2.
- Jorge Luis Moreno como Bruno.